# Antonio Laforgia
Antonio Laforgia (Bari, 10 novembre 1927 – Bari, 29 marzo 2011) è stato un politico italiano.

## Biografia
È stato sindaco di Bari dal 1970 al 1971 e deputato della Democrazia Cristiana per cinque legislature dal 1963 al 1983 e sottosegretario di stato ai Lavori pubblici nel governo Andreotti III.
È stato presidente nazionale di Artigiancassa, presidente di Confartigianato Bari e componente della giunta esecutiva di Confartigianato. È stato Presidente della Camera di Commercio di Bari e componente del cda della Fiera del Levante. Nel 1994 ha fondato la Banca di Credito Cooperativo di Bari.
Sposato, ha avuto tre figli e cinque nipoti.